# O Parrulo Fútbol Sala
O Parrulo Fútbol Sala és un club de futbol sala gallec de la ciutat de Ferrol, que juga a la Primera divisió de la Lliga espanyola de futbol sala.
Juga els seus partits com a local al Pavillón Polideportivo A Malata.

## Història
Entre les temporades 1998/99 i 2002/03, l'O Parrulo va jugar a la Divisió d'Honor de la LNFS. La temporada 2016/17, malgrat acabar en setena posició a la Segona Divisió, va superar els play-offs, tornant a la màxima categoria.

## Palmarès
- 1 Primera Divisió Nacional: 1988-89
- 2 Primera Nacional A: 1995-96, 2009-10
- 1 Copa Xunta de Galicia: 2004